# كهف جرابشيفا
كهف جرابشيفا (بالكرواتية: Grapčeva spilja) هو موقع أثري من العصر الحجري الحديث والعصر البرونزي. تم اكتشاف ثلاث ثقافات مميزة في عصور ما قبل التاريخ: ثقافة ناكوفان وسيتينا وهفار.
تم العثور على أقدم آثار للسكن البشري على عمق 2.5 متر، وتم تمثيلها بقليل من المكتشفات الفخارية المجزأة، بما في ذلك قطعتان باللون الأحمر من فخار ثقافة هفار. نتج عن التأريخ بالكربون المشع للفحم الذي تم العثور عليه في سياق هذه الأجزاء عمر 6000 قبل الميلاد تقريبًا.